# 조에쓰선
조에쓰선(일본어: 上越線)은 일본 군마현 다카사키시에 있는 다카사키역과 니가타현 나가오카시에 있는 미야우치역 간을 잇는 동일본 여객철도의 간선 철도 노선이다. 실제 운행 상으로는 미야우치역 ~ 나가오카역 구간 (신에쓰 본선)도 포함되며, 에치고유자와역 ~ 갈라유자와역 간의 조에쓰 신칸센 보선 기지 인입용 지선도 조에쓰 선의 관할에 포함된다. 다카사키 선의 종착역 다카사키 역에서 도네강 연안을 따라 군마현 지역에서 북쪽으로 올라가, 미쿠니 산맥을 넘어 니가타현으로 진입한 뒤에는 주에쓰 지방의 우오노 강, 시나노강 연안과 무이카마치 분지 등을 거쳐 나가오카시에 도달한다. 종점 미야우치 역에서는 신에쓰 본선과 접속한다. 고칸역 ~ 에치고유자와역 구간을 제외한 구간에서 국도 17호선과 병주한다.
"조에쓰 선"이라는 명칭은 고즈케국(일본어: 上野国 고즈케노쿠니[*])에 속했던 군마 현과 에치고국(일본어: 越後国 에치고노쿠니[*])에 속했던 니가타 현을 잇는 데에서, 양 구니의 준표기 조슈 (上州)와 에치고 (越後)에서 글자를 따 지은 것이다. 그러나 니가타현의 조에쓰 지방과는 관계가 없으며, 니가타 현내의 조에쓰 선 구간은 모두 주에쓰 지방에 속해 있다.
조에쓰 선이 개통되기 전에 도쿄와 니가타를 오가기 위해서는 도호쿠 본선·반에쓰사이선을 경유하는 경로나 다카사키선·우스이 고개·신에쓰 본선을 경유하는 경로를 거쳐야 했다. 한편, 도호쿠 본선의 운행 불능으로 도쿄와 아오모리·홋카이도를 잇는 특급 운행에 차질이 생길 경우 조에쓰 선을 경유하기도 한다. 다카사키 역 ~ 미나카미 역 구간에서는 스이카의 사용이 가능하다.
요코카와~다카사키구간 에도 211계가 투입 되었다.

## 운행 형태
미나카미역을 경계로 남쪽의 다카사키역 쪽으로 운행하는 열차와 에치고나카자토역, 나가오카역 쪽으로 운행하는 열차로 나뉜다.

### 다카사키 ~ 미나카미
미나카미 역 이남 구간에서는 정기 특급 《구사쓰》 (우에노역 ~ 만자카자와구치 역) 호가 다카사키 역에서 아가쓰마 선과 만나는 시부카와역을 거쳐 아가쓰마 선의 만자카자와구치 역까지 운행하며, 성수기에만 운행하는 임시특급열차인 《미나카미》 (우에노 역 ~ 미나카미 역) 도 다카사키 역에서 미나카미 역까지 운행한다.
일반 열차의 경우, 우에노 역에서 출발하는 다카사키 선 보통·쾌속 "어번"·통근쾌속 열차, 도카이도 본선 방향에서 직결 운행해 온 쇼난신주쿠 라인 열차들 중 일부가 직결 운행한다. 료모 선 마에바시역 쪽에서 일부 열차가 신마에바시역, 미나카미 역 방면으로 운행하는 경우도 있다. 신마에바시 역에서 시부카와 역·미나카미 역 사이에서는 시간 당 2편씩 열차가 운행되며, 이 중 1편은 아가쓰마 선으로 직결 운행하며, 이 구간에서는 "조에쓰 선"이라고 안내하지는 않는다.

### 미나카미 ~ 에치고나카자토
조에쓰 신칸센과 겹치는 구간으로 열차가 뜸하여, 하루에 평일 왕복 5편, 주말과 휴일에 왕복 6편이 다니고 있다. 보통 2량에서 길게는 4량 편성의 열차가 다니고 있다. 겨울철 성수기에는 평일 왕복 7편, 주말과 휴일 왕복 8편으로 운행 편수가 늘어난다. 그런 한편으로 군마현과 니가타현의 경계 지역에서는 산간 지역을 지나가기 때문에 수요가 적어, 정기 여객 열차가 3 ~ 4시간 이상 다니지 않는 시간대도 있다. 하지만 성수기 때에는 재래선을 이용해 양쪽 현을 넘나드는 임시 열차들이 자주 다니고 있다. 이 구간을 운행하는 모든 여객 열차가 나가오카 역 방면으로 직결 운행한다.

### 에치고나카자토 ~ 나가오카
보통 등급 열차가 주로 운행되며 1~2시간마다 1편 꼴로 열차가 다니고 있다. 일부 열차는 신에쓰 본선 니가타역까지 직결 운행을 하고 있다. 호쿠에쓰 급행 소속 열차가 에치고유자와역에서 호쿠호쿠 선과 만나는 무이카마치역까지 직결 운행하는데, 이는 도쿄에서 조에쓰 신칸센이 정차하는 에치고유자와 역을 거쳐 가나자와, 도야마 등의 호쿠리쿠 지방으로 연결하는 것이 목적이다.
이시우치역, 오자와역, 조에스코쿠사이스키조마에 역은 모든 정기 열차가 서지 않는다.

### 에치고유자와 ~ 갈라유자와
이 구간은 JR의 노선 명칭 공고 상에 따르면 조에쓰 선의 지선이지만, 조에쓰 신칸센의 열차들이 운행하고 있다. 문서 상으로는 조에쓰 선의 일부이지만, 사용 설비와 운영 차량이 신칸센에 준하기 때문에 《신칸센 특례법》의 적용 대상이다. 중간역은 없으며, 에치고유자와 역과 갈라유자와역만이 존재한다. 이 갈라유자와 역은 인근 스키장들과의 철도 연계를 위해 만든 역으로, 겨울철에만 도쿄 방면으로 운행하는 신칸센들을 위해 운행한다. 따라서 갈라유자와 역을 이용하기 위해서는 통상 운임 외에 특급요금 100엔을 더 지불해야 한다. 일반열차용 기획 승차권인 세이슌주하치 티켓, 홋카이도 & 동일본 패스 등은 사용할 수 없다. 갈라유자와 역과 같은 경우로 서일본 여객철도의 하카타미나미 선이 있다.
영업 기간이 아닐 때도 이 지선으로 신칸센 열차들이 들어오지만 회차 목적이며, 여객 영업은 하지 않는다.

### 장거리 임시 열차
야간 침대 특급인 《아케보노》 호 (우에노 역 ~ 아오모리역), 야간 쾌속등급 열차인 《문라이트 에치고》 (신주쿠역 ~ 니가타 역)가 전 구간을 지나간다.

## 사용 차량

### 우등 열차
- 전동차
  - 일본국유철도 185계 전동차 - 오미야 종합 차량 센터, 다마치 차량 센터 소속) / 특급 《구사쓰》, 《미나카미》 등
  - 서일본 여객철도 681계 전동차·683계 전동차 (서일본 여객철도 가나자와 종합 차량소 및 호쿠에쓰 급행 소속) / 특급 《하쿠타카》
- 전기기관차 및 객차 편성
  - 일본국유철도 24계 객차 (동일본 여객철도 아오모리 차량 센터 소속) / 침대 특급 《아케보노》
  - 일본국유철도 EF64형 전기기관차·EF81형 전기기관차 (아오모리 차량 센터 소속) - 침대 특급 《아케보노》현제운행안함

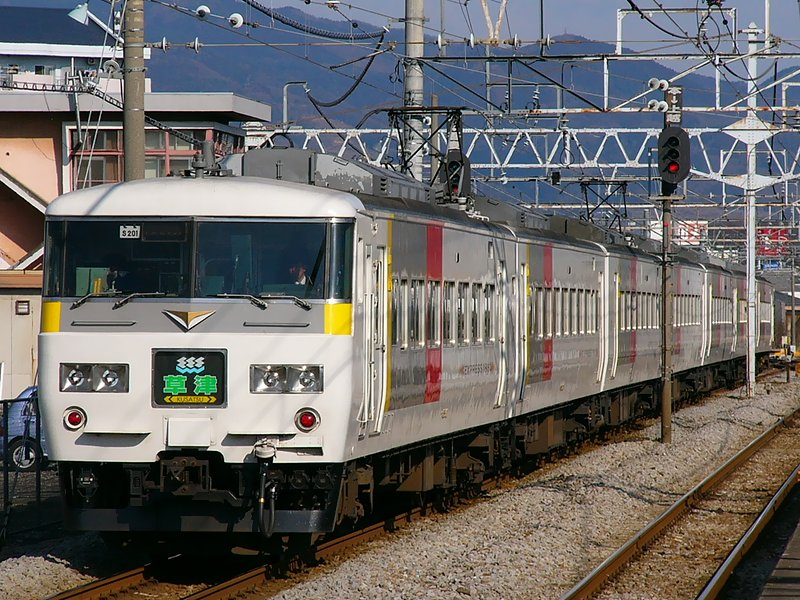
185계
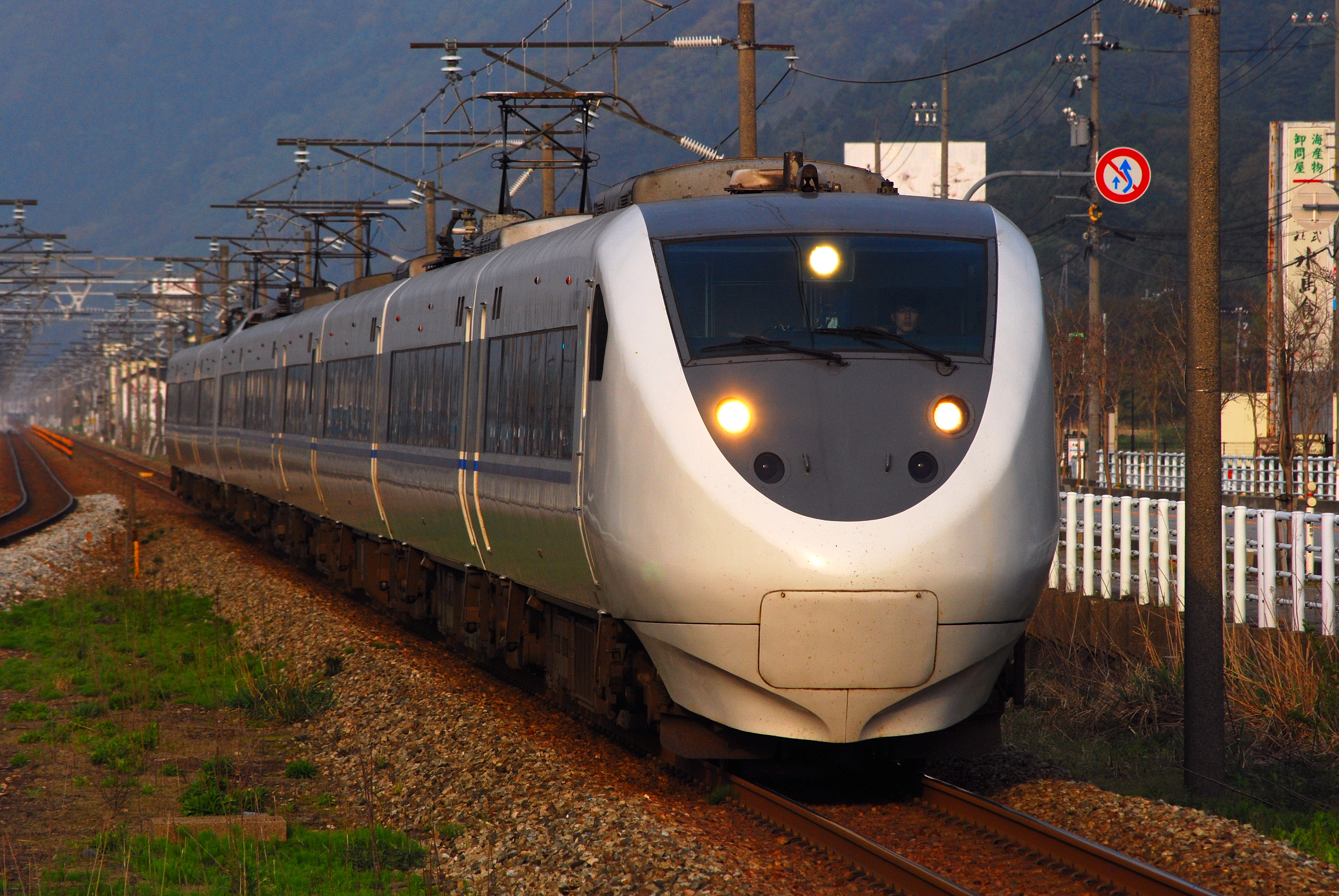
681계 (서일본 여객철도 소속)
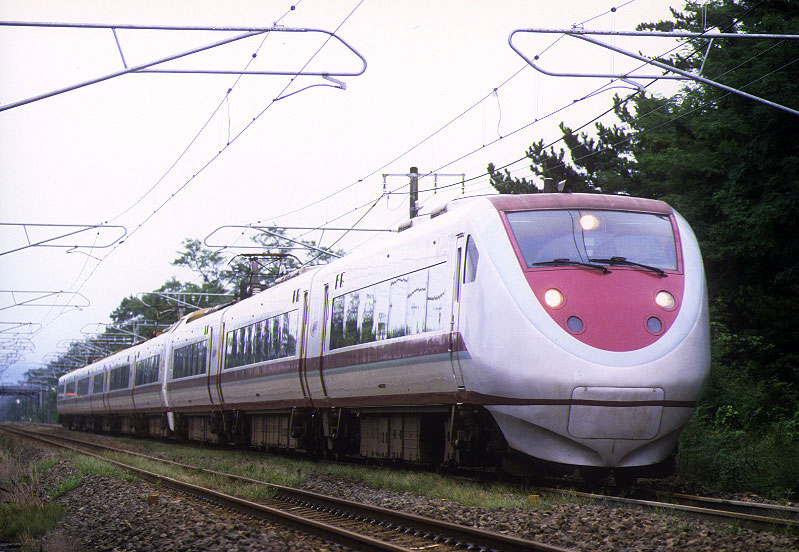
681계 (호쿠에쓰 급행 소속)
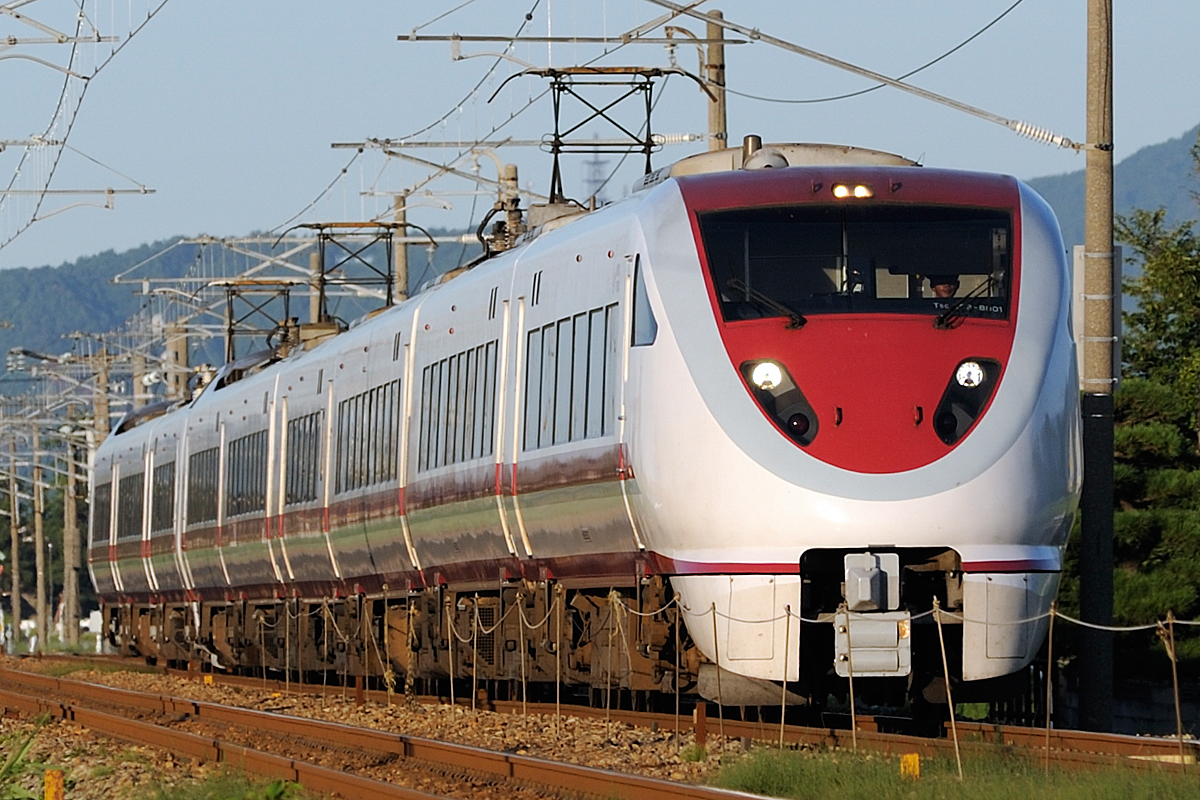
683계 (호쿠에쓰 급행 소속)
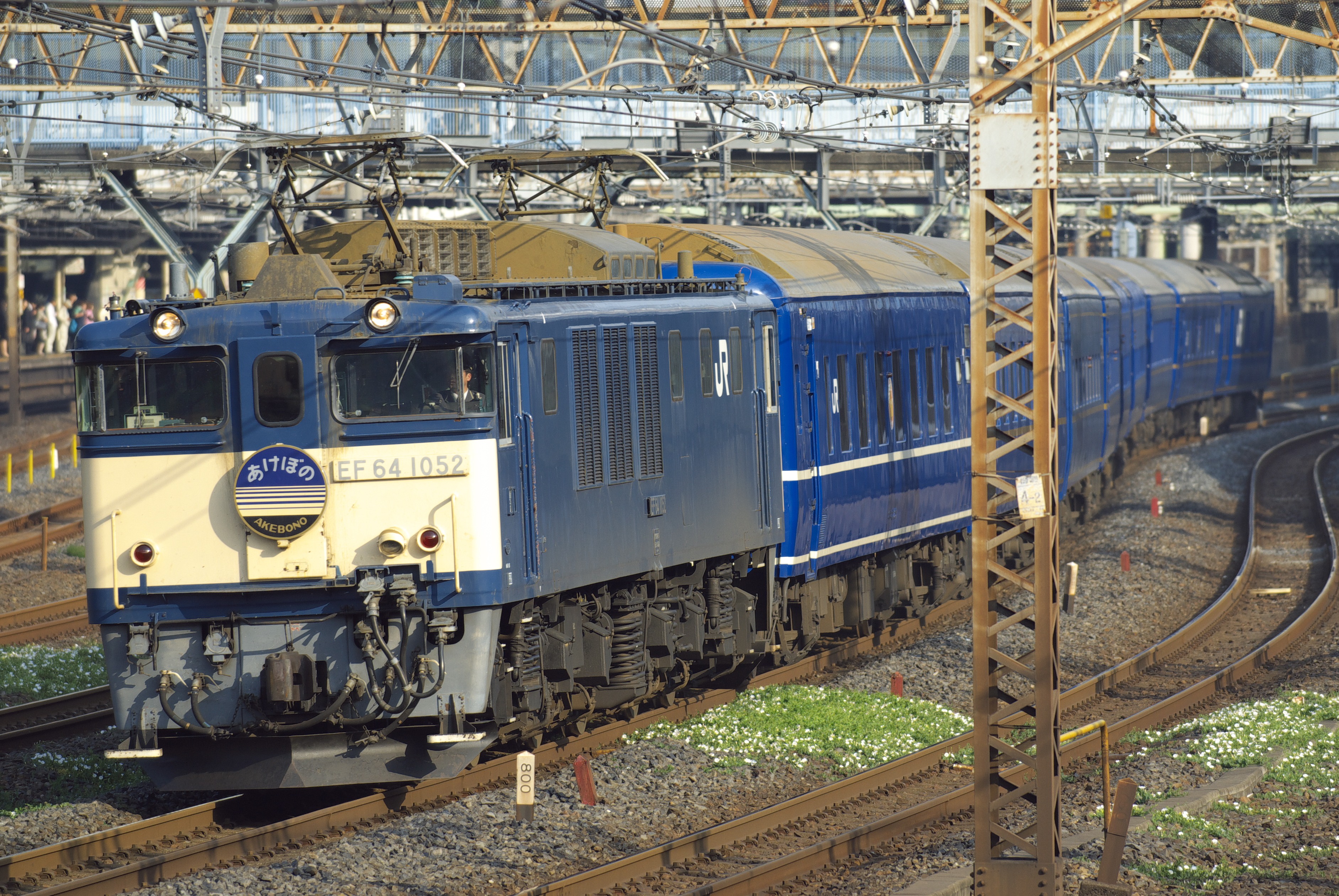
침대특급 아케보노 패지

### 보통 열차
- 전동차
  - 동일본 여객철도 107계 전동차 (동일본 여객철도 다카사키 차량 센터 소속)
  - 일본국유철도 115계 전동차 (다카사키 차량 센터 및 니가타 차량 센터 소속)
  - 일본국유철도 211계 전동차 (다카사키 차량 센터 소속)
  - 동일본 여객철도 E231계 전동차 근교형 (오야마 차량 센터 소속)
  - 동일본 여객철도 E233계 전동차 (다카사키 차량 센터 소속)
  - 호쿠에쓰 급행 HK100형 전동차 (호쿠에쓰 급행 소속)
- 기동차
  - 동일본 여객철도 키하100계 기동차 (동일본 여객철도 나가노 종합 차량 센터 소속)

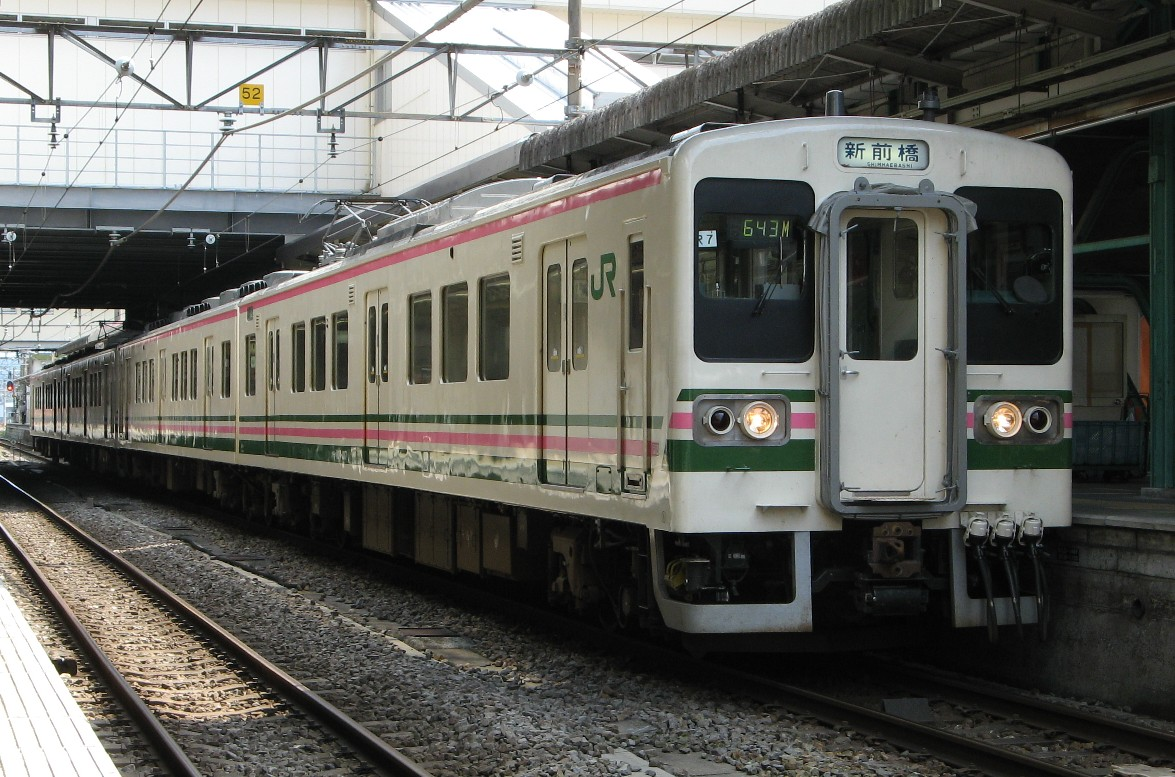
107계
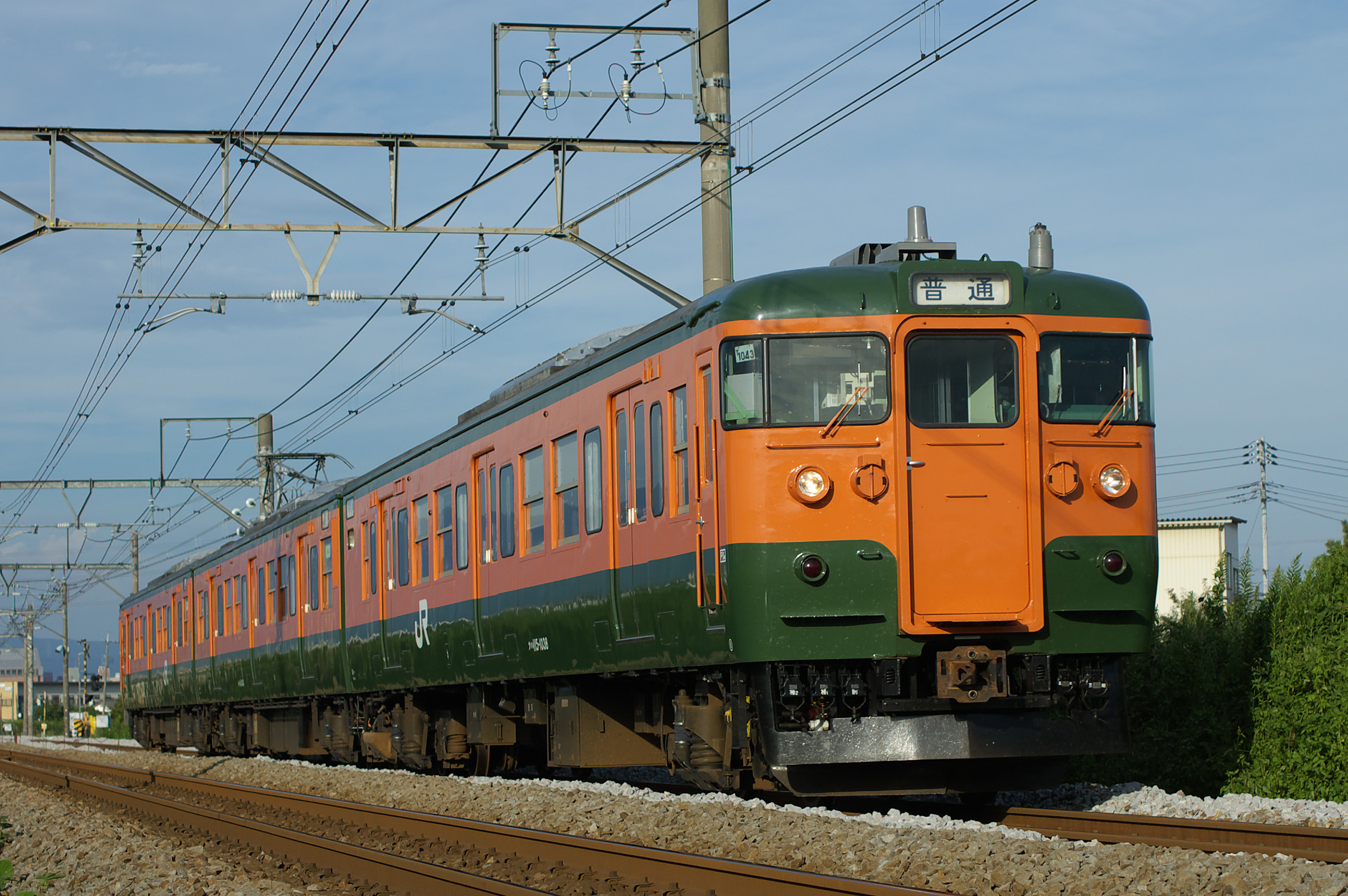
115계
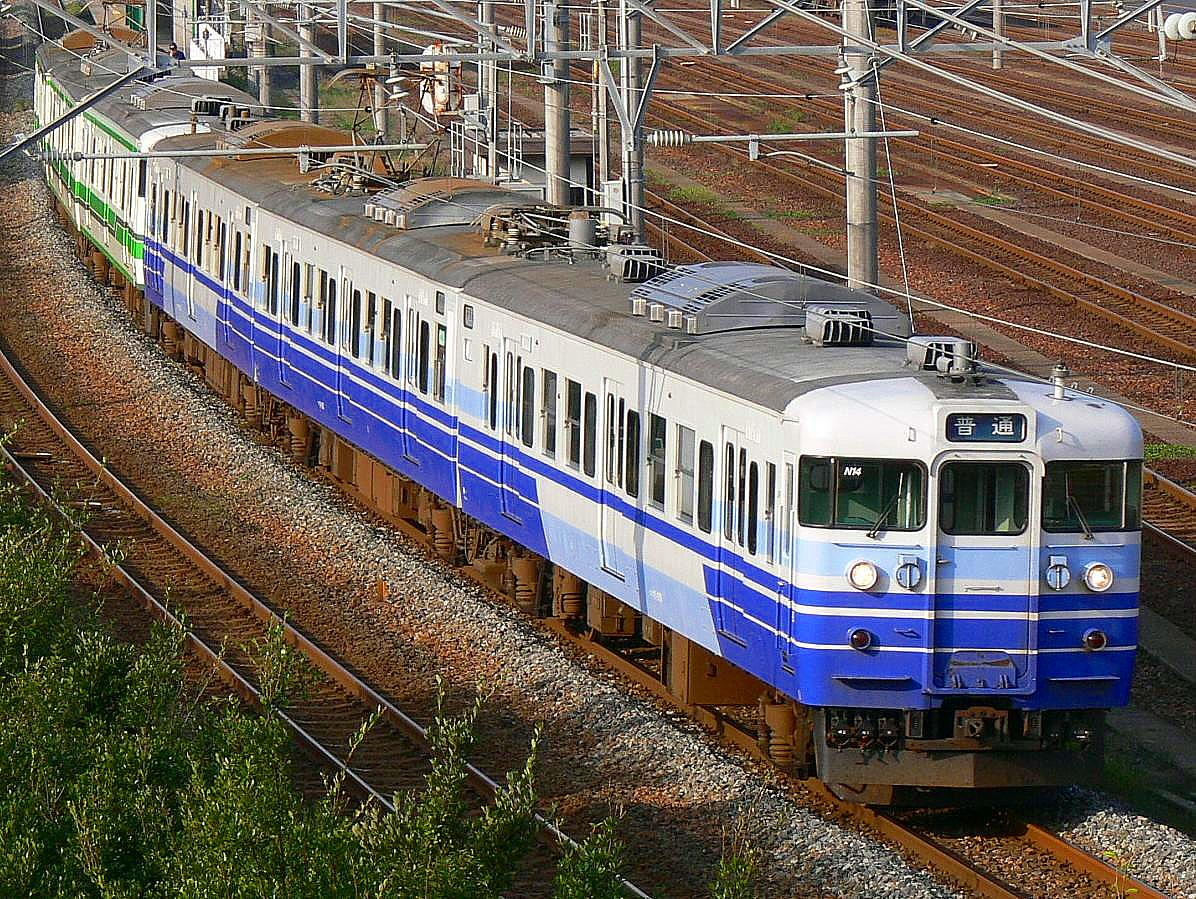
115계
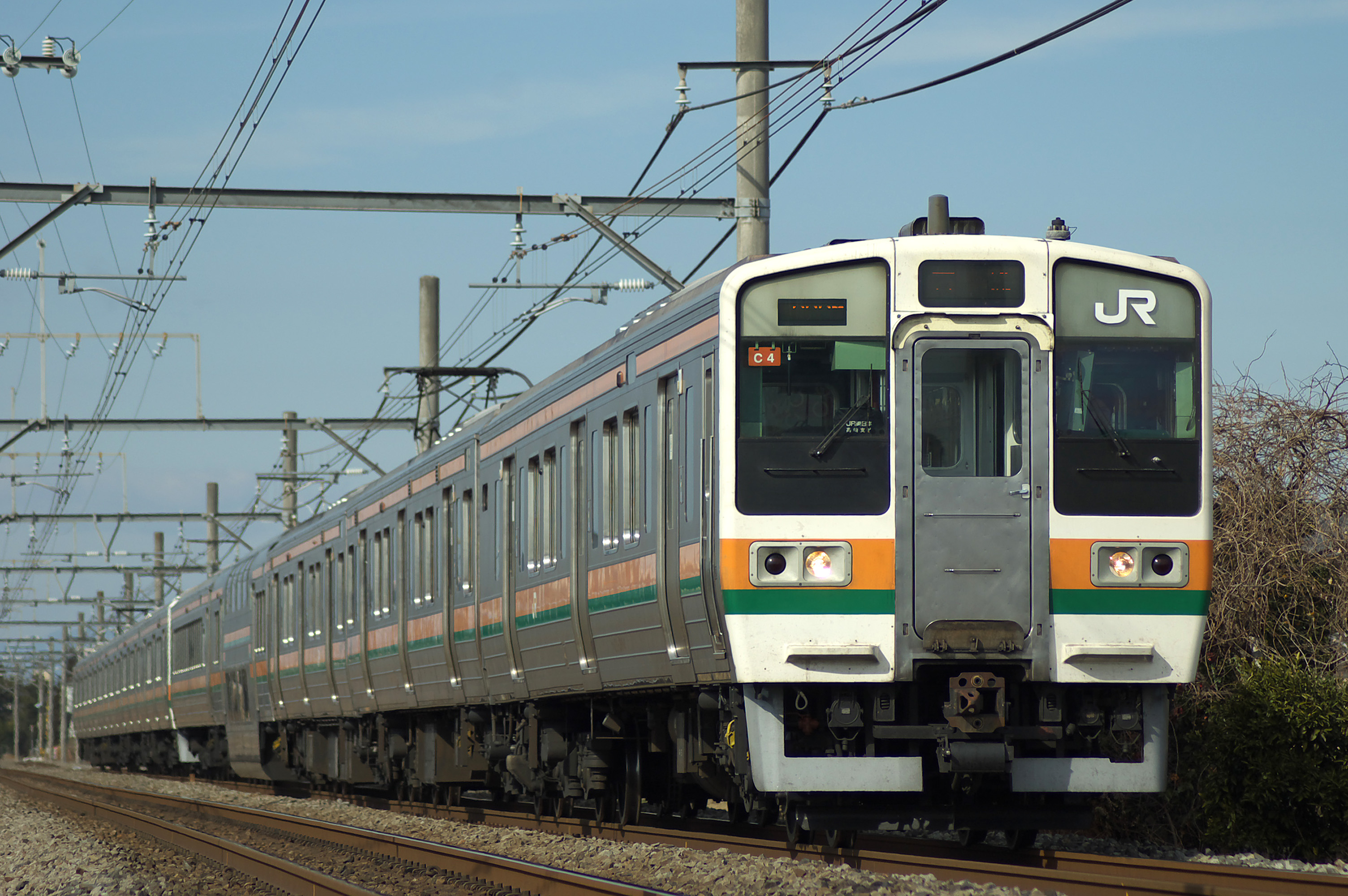
211계
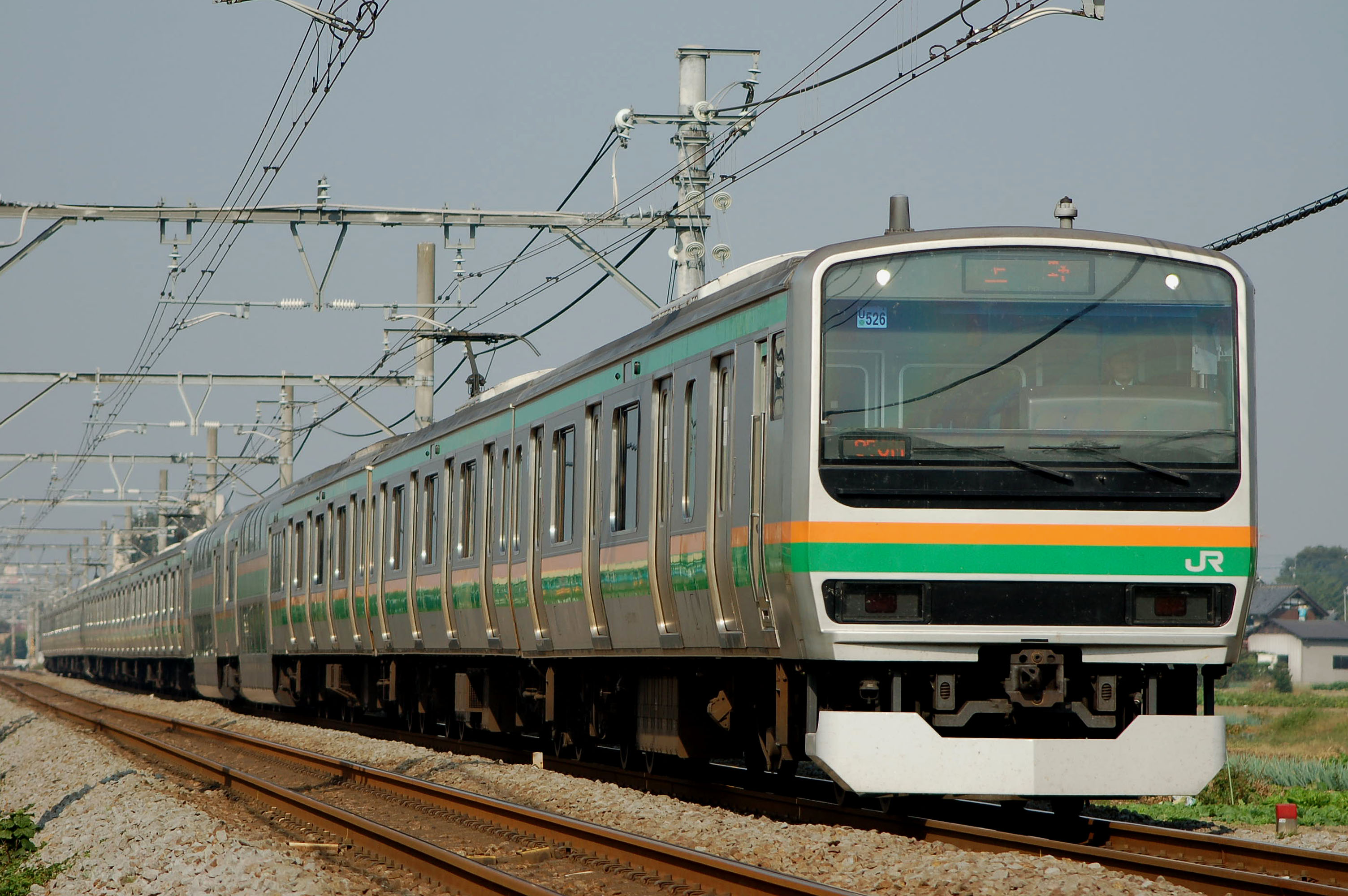
E231계
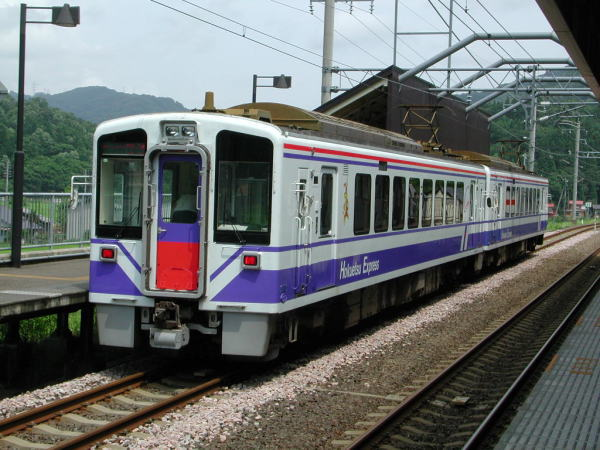
HK100형
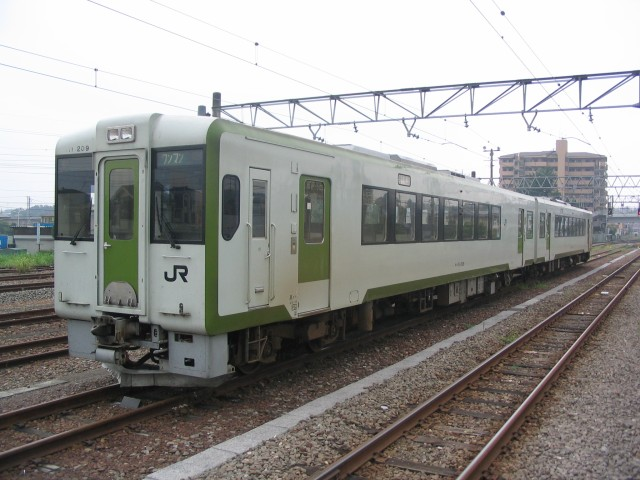
키하100계

### 화물열차
- 일본화물철도 EH200형 전기기관차 (다카사키 기관구 소속)
- 일본국유철도 EF64형 전기 기관차 (다카사키 기관구 소속)

## 역사
조에쓰 선은 간토 지방과 니가타를 빠르게 연결하는 철도로 계획된 것으로, 1920년에는 니이가타 현 쪽의 조에쓰호쿠 선(上越北線)의 나가오카·미야우치 ~ 히가시오지야 구간이, 1921년에는 군마 현 쪽의 조에쓰난 선(上越南線)의 신마에바시 ~ 시부카와 구간이 뚫렸다. 두 노선은 차차 길이를 늘려가면서 1925년에는 조에쓰호쿠 선이 지금의 에치고유자와 역까지, 1928년에는 조에쓰난 선이 지금의 미나카미 역까지 이어지게 되었다.
한편으로 조에쓰호쿠 선, 조에쓰난 선이 뚫리기 이전에 주변 지역에서 여러 사철 회사들이 철도 노선을 운영하고 있었다. 1893년에 군마 마차철도가 다카사키 역에서 시부카와 역까지, 1911년에는 도네 철도가 시부카와 역에서 누마타 역까지, 우오누마 철도가 신라이코지에서 오지야까지 철도 노선을 운영하고 있었지만, 1925년에 도네 철도가 먼저 사라졌고, 노면전차로 바뀐 군마 마차철도가 1953년을 끝으로 폐지되었으며, 1984년에는 우오누마 선으로 국유화되었던 우오누마 철도가 적자 노선으로 뽑혀 폐지되었다.
미나카미에서 에치고유자와 사이는 간토와 니이가타 지역의 자연적 경계인 미쿠니 산맥을 나란히 따라가는 군마 현·니이가타 현 경계 구간을 지나가는데, 총길이 9,702m의 시미즈 터널을 시작으로 두 개의 장대형 꽈배기식 터널이 이어지는 산악 철도 구간이며, 1931년에야 개통했다. 터널 구간은 개통 당시부터 전철화 구간이었으며, 1947년 다카사키에서 나가오카까지의 전구간이 직류 전기 철도 노선이 되었다.
1960년대, 일본국유철도는 조에쓰 선이 도쿄와 니혼카이 (동해) 연안 지역을 잇는 주요 간선으로서의 제구실을 할 수 있도록 개량을 시행하여 1967년 유비소 ~ 쓰치타루 구간의 신시미즈 터널을 개통함으로써 전구간의 복선화를 완성했다. 1982년 조에쓰 신칸센이 개통하면서 도쿄와 니이가타를 잇는 장거리 운송 기능은 신칸센에 양보했지만 연선의 주요 중소도시들 간의 여객 수송이나 화물 수송은 여전히 조에쓰 선이 담당하고 있다. 1987년 민영화에 따라 동일본 여객철도의 소속이 되었다. 2004년에는 료모 선 중첩 구간을 제외한 신마에바시 ~ 시부카와 구간이, 2009년에는 시부카와 ~ 미카나미까지가 "도쿄 근교 구간"에 들어가게 되어 스이카 및 제휴 교통카드의 사용이 가능해졌다.

## 역 목록
| 역명                    | 일어 역명                               | 역간 거리          | 영업 거리 | 접속 노선                                   | 소재지                                                                 | 소재지                     | 소재지                           |
| ----------------------- | --------------------------------------- | ------------------ | --------- | ------------------------------------------- | ---------------------------------------------------------------------- | -------------------------- | -------------------------------- |
| 조에쓰 본선             | 다카사키                                | 高崎               | -         | 0.0                                         | ■ 조에쓰·호쿠리쿠 신칸센 ■ 다카사키 선 ■ 신에쓰 본선 조신 전철 조신 선 | 군마현                     | 다카사키시                       |
| 조에쓰 본선             | 다카사키톤야마치                        | 高崎問屋町         | 2.8       | 2.8                                         |                                                                        | 군마현                     | 다카사키시                       |
| 조에쓰 본선             | 이노                                    | 井野               | 1.2       | 4.0                                         |                                                                        | 군마현                     | 다카사키시                       |
| 조에쓰 본선             | 신마에바시                              | 新前橋             | 3.3       | 7.3                                         | ■ 료모 선                                                              | 군마현                     | 마에바시시                       |
| 조에쓰 본선             | 군마소자                                | 群馬総社           | 4.8       | 12.1                                        |                                                                        | 군마현                     | 마에바시시                       |
| 조에쓰 본선             | 야기하라                                | 八木原             | 5.6       | 17.7                                        | 시부카와시                                                             | 군마현                     |                                  |
| 조에쓰 본선             | 시부카와                                | 渋川               | 3.4       | 21.1                                        | 시부카와시                                                             | 군마현                     | ■ 아가쓰마 선                    |
| 조에쓰 본선             | 시키시마                                | 敷島               | 6.4       | 27.5                                        | 시부카와시                                                             | 군마현                     |                                  |
| 조에쓰 본선             | 쓰쿠다                                  | 津久田             | 3.0       | 30.5                                        | 시부카와시                                                             | 군마현                     |                                  |
| 조에쓰 본선             | 이와모토                                | 岩本               | 5.8       | 36.3                                        | 누마타시                                                               | 군마현                     |                                  |
| 조에쓰 본선             | 누마타                                  | 沼田               | 5.1       | 41.4                                        | 누마타시                                                               | 군마현                     |                                  |
| 조에쓰 본선             | 고칸                                    | 後閑               | 5.2       | 46.6                                        | 도네군 미나카미정                                                      | 군마현                     |                                  |
| 조에쓰 본선             | 가미모쿠                                | 上牧               | 7.1       | 53.7                                        | 도네군 미나카미정                                                      | 군마현                     |                                  |
| 조에쓰 본선             | 미나카미                                | 水上               | 5.4       | 59.1                                        | 도네군 미나카미정                                                      | 군마현                     |                                  |
| 조에쓰 본선             | 유비소                                  | 湯檜曽             | 3.6       | 62.7                                        | 도네군 미나카미정                                                      | 군마현                     |                                  |
| 조에쓰 본선             | 도아이                                  | 土合               | 6.6       | 69.3                                        | 도네군 미나카미정                                                      | 군마현                     |                                  |
| 조에쓰 본선             | 쓰치타루                                | 土樽               | 10.8      | 80.1                                        | 니가타현                                                               | 미나미우오누마군 유자와정  |                                  |
| 조에쓰 본선             | 에치고나카자토                          | 越後中里           | 7.3       | 87.4                                        | 니가타현                                                               | 미나미우오누마군 유자와정  |                                  |
| 조에쓰 본선             | 이왓파라스키조마에 (이왓파라스키조마에) | 岩原スキー場前     | 3.7       | 91.1                                        | 니가타현                                                               | 미나미우오누마군 유자와정  |                                  |
| 조에쓰 본선             | 에치고유자와                            | 越後湯沢           | 3.1       | 94.2                                        | 니가타현                                                               | 미나미우오누마군 유자와정  | ■ 조에쓰 신칸센 갈라 유자와 지선 |
| 조에쓰 본선             | 이시우치                                | 石打               | 6.4       | 100.6                                       | 니가타현                                                               |                            | 미나미우오누마시                 |
| 조에쓰 본선             | 오사와                                  | 大沢               | 4.0       | 104.6                                       | 니가타현                                                               |                            | 미나미우오누마시                 |
| 조에쓰 본선             | 조에쓰코쿠사이스키조마에                | 上越国際スキー場前 | 1.0       | 105.6                                       | 니가타현                                                               |                            | 미나미우오누마시                 |
| 조에쓰 본선             | 시오자와                                | 塩沢               | 2.3       | 107.9                                       | 니가타현                                                               |                            | 미나미우오누마시                 |
| 조에쓰 본선             | 무이카마치                              | 六日町             | 3.9       | 111.8                                       | 니가타현                                                               | ■호쿠에쓰 급행 호쿠호쿠 선 | 미나미우오누마시                 |
| 조에쓰 본선             | 이쓰카마치                              | 五日町             | 6.6       | 118.4                                       | 니가타현                                                               |                            | 미나미우오누마시                 |
| 조에쓰 본선             | 우라사                                  | 浦佐               | 5.5       | 123.9                                       | 니가타현                                                               | ■ 조에쓰 신칸센            | 미나미우오누마시                 |
| 조에쓰 본선             | 야이로                                  | 八色               | 3.1       | 127.0                                       | 니가타현                                                               |                            | 미나미우오누마시                 |
| 조에쓰 본선             | 고이데                                  | 小出               | 5.2       | 132.2                                       | 니가타현                                                               | ■ 다다미선                 | 우오누마시                       |
| 조에쓰 본선             | 에치고호리노우치                        | 越後堀之内         | 2.5       | 134.7                                       | 니가타현                                                               |                            | 우오누마시                       |
| 조에쓰 본선             | 기타호리노우치                          | 北堀内             | 3.4       | 138.1                                       | 니가타현                                                               |                            | 우오누마시                       |
| 조에쓰 본선             | 에치고카와구치                          | 越後川口           | 4.7       | 142.8                                       | 니가타현                                                               | ■ 이야마 선                | 나가오카시                       |
| 조에쓰 본선             | 오지야                                  | 小千谷             | 6.6       | 149.4                                       | 니가타현                                                               |                            | 오지야시                         |
| 조에쓰 본선             | 에치고타키야                            | 越後滝谷           | 7.2       | 156.6                                       | 니가타현                                                               | 나가오카시                 |                                  |
| 조에쓰 본선             | 미야우치                                | 宮内               | 6.0       | 162.6                                       | 니가타현                                                               | 나가오카시                 | ■신에쓰 본선(가시와자키 방면)    |
| 신에쓰 본선             | 미야우치                                | 宮内               | 6.0       | 162.6                                       | 니가타현                                                               | 나가오카시                 | ■신에쓰 본선(가시와자키 방면)    |
| 미나미나가오카 (화물역) | 南長岡                                  | 1.4                | 164.0     |                                             | 니가타현                                                               | 나가오카시                 |                                  |
| 나가오카                | 長岡                                    | 1.6                | 165.6     | ■ 조에쓰 신칸센 ■ 신에쓰 본선 (니가타 방면) | 니가타현                                                               | 나가오카시                 |                                  |

- ※ 표시는 이 구간이 신에쓰 본선임을 의미함.

### 지선
| 역명              | 영업 거리 | 접속 노선 비고                    |
| ----------------- | --------- | --------------------------------- |
| 에치고유자와      | 0.0       | 조에쓰 신칸센 도쿄 방면 조에쓰 선 |
| 갈라유자와 (임시) | 1.8       | 겨울 스키철에만 영업              |